# Инженерные войска Франции
Инженерные войска (фр. Génie) — род войск в вооружённых силах Франции. Структурно являются частью сухопутных войск Франции.

## Задачи
Порядок применения и строительство инженерных войск Франции отражены в в программных документах «Белая книга: Оборона и национальная безопасность Франции» (2013) и законе «О программе военного строительства в 2023–2040 годах». Кроме того, как член НАТО, Франция согласовывает организацию и развитие своих инженерных войск с доктринальными документами НАТО, основными из которых являются наставления AJP-3.12 (Allied Joint Publication) «Инженерное обеспечение» (2021), AJP-3.15 «Противодействие самодельным взрывным устройствам» (2020), а также AJP-3.18 «Операции по обезвреживанию взрывоопасных предметов» (2023).
Согласно этим программным документам задачи французских инженерных войск:
- строительство укреплённых районов и фортификаций;
- разминирование и уничтожение СВУ;
- маскировка войск;
- строительство дорог и линий коммуникаций;
- наведение временных механизированных и понтонных мостов;
- ликвидация последствий ударов противника по укреплениям;
- инженерная разведка в целях продвижения войск;
- создание инженерных заграждений в целях воспрепятствования продвижения войск противника;
- помощь гражданским властям в преодолении последствий природных и техногенных катастроф[1].

## Формирования
На 2024 год в составе СВ Франции находились:
- 1-й иностранный инженерный полк (1er régiment étranger de génie (1er REG)) (Лаудун-л'Ардуаз)
- 2-й иностранный инженерный полк (2e régiment étranger de génie (2e REG)) (Сен-Кристоль)
- 3-й инженерный полк (3e régiment du génie (3e RG)) (Шарлевиль-Мезьер)
- 6-й инженерный полк (6e régiment du génie (6e RG)) (Анже)
- 13-й инженерный полк (13e régiment du génie (13e RG)) (Вальдаон)
- 17-й инженерный полк (17e régiment du génie parachutiste (17e RGP)) (Монтобан)
- 19-й инженерный полк (19e régiment du génie (19e RG)) (Безансон)
- 25-й инженерный полк (25e régiment du génie de l’air (25e RGA)) — действует в интересах ВКС Франции.
- 31-й инженерный полк (31e régiment du génie (31e RG)) (Кастельсарразен)
- Парижская пожарная бригада (Brigade de sapeurs-pompiers de Paris (BSPP)) (Париж)
- 1-й учебный центр гражданской обороны (Unité d’instruction et d’intervention de la sécurité civile n°1 (UIISC 1)) (Ножан-ле-Ротру)
- 5-й учебный центр гражданской обороны (Unité d’instruction et d’intervention de la sécurité civile n°5 (UIISC 5)) (Корте)
- 7-й учебный центр гражданской обороны (Unité d’instruction et d’intervention de la sécurité civile n°7 (UIISC 7)) (Бриньоль)[1]

## Структура инженерного полка
Типовая структура инженерного полка:
|  |  |  |  |                                                                                            |                                                                                            |                                                                                            |                                                                                            |                                                                                            |                                                                                            | Штаб |  |  |  |  |  |                                                                  |                                                                  |                                                                  |                                                                  |                                                                  |                                                                  |  |  |  |  |  |  |  |  |
|  |  |  |  |                                                                                            |                                                                                            |                                                                                            |                                                                                            |                                                                                            |                                                                                            |      |  |  |  |  |  |                                                                  |                                                                  |                                                                  |                                                                  |                                                                  |                                                                  |  |  |  |  |  |  |  |  |
|  |  |  |  | Рота управления и тылового обеспечения (Compagnie de commandement et de logistique)        | Рота управления и тылового обеспечения (Compagnie de commandement et de logistique)        | Рота управления и тылового обеспечения (Compagnie de commandement et de logistique)        | Рота управления и тылового обеспечения (Compagnie de commandement et de logistique)        | Рота управления и тылового обеспечения (Compagnie de commandement et de logistique)        | Рота управления и тылового обеспечения (Compagnie de commandement et de logistique)        |      |  |  |  |  |  | Рота поддержки (compagnie d'appui)                               | Рота поддержки (compagnie d'appui)                               | Рота поддержки (compagnie d'appui)                               | Рота поддержки (compagnie d'appui)                               | Рота поддержки (compagnie d'appui)                               | Рота поддержки (compagnie d'appui)                               |  |  |  |  |  |  |  |  |
|  |  |  |  | Рота управления и тылового обеспечения (Compagnie de commandement et de logistique)        | Рота управления и тылового обеспечения (Compagnie de commandement et de logistique)        | Рота управления и тылового обеспечения (Compagnie de commandement et de logistique)        | Рота управления и тылового обеспечения (Compagnie de commandement et de logistique)        | Рота управления и тылового обеспечения (Compagnie de commandement et de logistique)        | Рота управления и тылового обеспечения (Compagnie de commandement et de logistique)        |      |  |  |  |  |  | Рота поддержки (compagnie d'appui)                               | Рота поддержки (compagnie d'appui)                               | Рота поддержки (compagnie d'appui)                               | Рота поддержки (compagnie d'appui)                               | Рота поддержки (compagnie d'appui)                               | Рота поддержки (compagnie d'appui)                               |  |  |  |  |  |  |  |  |
|  |  |  |  |                                                                                            |                                                                                            |                                                                                            |                                                                                            |                                                                                            |                                                                                            |      |  |  |  |  |  |                                                                  |                                                                  |                                                                  |                                                                  |                                                                  |                                                                  |  |  |  |  |  |  |  |  |
|  |  |  |  | Роты инженерного обеспечения боевых действий (compagnies de combat du génie)               | Роты инженерного обеспечения боевых действий (compagnies de combat du génie)               | Роты инженерного обеспечения боевых действий (compagnies de combat du génie)               | Роты инженерного обеспечения боевых действий (compagnies de combat du génie)               | Роты инженерного обеспечения боевых действий (compagnies de combat du génie)               | Роты инженерного обеспечения боевых действий (compagnies de combat du génie)               |      |  |  |  |  |  | Рота специального резерва (compagnies d'intervention de réserve) | Рота специального резерва (compagnies d'intervention de réserve) | Рота специального резерва (compagnies d'intervention de réserve) | Рота специального резерва (compagnies d'intervention de réserve) | Рота специального резерва (compagnies d'intervention de réserve) | Рота специального резерва (compagnies d'intervention de réserve) |  |  |  |  |  |  |  |  |
|  |  |  |  | Роты инженерного обеспечения боевых действий (compagnies de combat du génie)               | Роты инженерного обеспечения боевых действий (compagnies de combat du génie)               | Роты инженерного обеспечения боевых действий (compagnies de combat du génie)               | Роты инженерного обеспечения боевых действий (compagnies de combat du génie)               | Роты инженерного обеспечения боевых действий (compagnies de combat du génie)               | Роты инженерного обеспечения боевых действий (compagnies de combat du génie)               |      |  |  |  |  |  | Рота специального резерва (compagnies d'intervention de réserve) | Рота специального резерва (compagnies d'intervention de réserve) | Рота специального резерва (compagnies d'intervention de réserve) | Рота специального резерва (compagnies d'intervention de réserve) | Рота специального резерва (compagnies d'intervention de réserve) | Рота специального резерва (compagnies d'intervention de réserve) |  |  |  |  |  |  |  |  |
|  |  |  |  |                                                                                            |                                                                                            |                                                                                            |                                                                                            |                                                                                            |                                                                                            |      |  |  |  |  |  |                                                                  |                                                                  |                                                                  |                                                                  |                                                                  |                                                                  |  |  |  |  |  |  |  |  |
|  |  |  |  | Рота поддержки оперативного развертывания (compagnie d'aide au déploiement opérationnelle) | Рота поддержки оперативного развертывания (compagnie d'aide au déploiement opérationnelle) | Рота поддержки оперативного развертывания (compagnie d'aide au déploiement opérationnelle) | Рота поддержки оперативного развертывания (compagnie d'aide au déploiement opérationnelle) | Рота поддержки оперативного развертывания (compagnie d'aide au déploiement opérationnelle) | Рота поддержки оперативного развертывания (compagnie d'aide au déploiement opérationnelle) |      |  |  |  |  |  | Энергетическая рота (compagnie énergie)                          | Энергетическая рота (compagnie énergie)                          | Энергетическая рота (compagnie énergie)                          | Энергетическая рота (compagnie énergie)                          | Энергетическая рота (compagnie énergie)                          | Энергетическая рота (compagnie énergie)                          |  |  |  |  |  |  |  |  |
|  |  |  |  | Рота поддержки оперативного развертывания (compagnie d'aide au déploiement opérationnelle) | Рота поддержки оперативного развертывания (compagnie d'aide au déploiement opérationnelle) | Рота поддержки оперативного развертывания (compagnie d'aide au déploiement opérationnelle) | Рота поддержки оперативного развертывания (compagnie d'aide au déploiement opérationnelle) | Рота поддержки оперативного развертывания (compagnie d'aide au déploiement opérationnelle) | Рота поддержки оперативного развертывания (compagnie d'aide au déploiement opérationnelle) |      |  |  |  |  |  | Энергетическая рота (compagnie énergie)                          | Энергетическая рота (compagnie énergie)                          | Энергетическая рота (compagnie énergie)                          | Энергетическая рота (compagnie énergie)                          | Энергетическая рота (compagnie énergie)                          | Энергетическая рота (compagnie énergie)                          |  |  |  |  |  |  |  |  |